# Riforma monetaria di Nerone
La Riforma monetaria di Nerone, venne attuata negli anni 63-64 dall'imperatore romano Nerone, allo scopo di poter meglio sostenere la sua personale politica di prestigio e di grandi spese ma anche per reagire alla crisi, che aveva già cercato di attenuare con la riforma tributaria (es. Domus Aurea).

## Contesto storico
Il gigantesco apparato imperiale comportava costi crescenti. Augusto aveva diviso l'Impero in province senatorie i cui tributi finivano nell'erario (l'antica cassa dello Stato), a sostenere le spese correnti di quell'istituzione, ed in province imperiali, le cui entrate alimentavano il fisco, la cassa privata dell'imperatore, cui toccavano gli oneri più gravosi, rappresentati dall'esercito, dalla burocrazia e dalle sovvenzioni alla plebe urbana (distribuzioni di frumento o denaro, congiaria) per evitare rivolte. Sotto i successori di Augusto si ingenerò confusione tra erario e fisco, a tutto vantaggio di quest'ultimo. Inoltre, per l'esercito era prevista una cassa apposita, l'erario militare (aerarium militare), in cui si accantonavano i fondi per il pagamento dell'indennità ai soldati congedati.
Il costo dell'esercito fu aggravato inoltre dall'uso invalso da Claudio in poi di gratificare i soldati con un donativo per assicurarsene la fedeltà al momento dell'ascesa al trono e in situazioni delicate. Se aggiungiamo alle spese necessarie e inevitabili gli sprechi nella gestione della corte, si capisce come lo stato delle finanze fosse in genere alquanto precario. La decisione di Augusto di consolidare l'Impero, assicurandogli confini naturalmente sicuri e compattezza interna, invece che di estendere le frontiere, dipese anche dal fatto che l'imperatore si era reso conto che le risorse erano limitate e non in grado di sostenere eccessivi sforzi espansionistici..
I successori, infatti, non si discostarono molto dalla linea augustea, a parte Traiano che portò l'Impero alla sua massima estensione anche per assicurarsi le miniere d'oro della Dacia ed il controllo delle vie carovaniere dell'Oriente: il beneficio fu comunque solo momentaneo. Alla lunga, la conclusione della politica espansionistica che fece mancare le usuali risorse del bottino di guerra, la diminuzione della moneta circolante (la produzione delle miniere era inferiore alla richiesta di metalli preziosi), la scarsità e quindi l'aumento del prezzo di mercato degli schiavi, resero le spese sempre più insostenibili, mentre la pressione fiscale si rivelava inefficace. Lo Stato conosceva un solo mezzo di intervento che non aumentava ulteriormente la pressione fiscale: la svalutazione della moneta, tramite la riduzione di peso delle monete.

## Principali novità della riforma: monete e pesi
| Aurei prima e dopo la riforma di Nerone (63-64) | Aurei prima e dopo la riforma di Nerone (63-64) | Aurei prima e dopo la riforma di Nerone (63-64) | Aurei prima e dopo la riforma di Nerone (63-64)                                                          | Aurei prima e dopo la riforma di Nerone (63-64) | Aurei prima e dopo la riforma di Nerone (63-64) | Aurei prima e dopo la riforma di Nerone (63-64)                   |
| Immagine                                        | Valore                                          | Dritto | Rovescio                                                                                                 | Datazione                                       | Peso; diametro                                  | Catalogazione                                                     |
| ----------------------------------------------- | ----------------------------------------------- | --- | --- | ----------------------------------------------- | ----------------------------------------------- | ----------------------------------------------------------------- |
|                                                 | aureo                                           | AGRIPP AVG DIVI CLAVD NERONIS CAES MATER, le teste a confronto di Nerone e della madre Agrippina, il primo rivolto verso destra, la seconda con drappeggio verso sinistra; | NERONI CLAVD DIVI F(ilio) CAES AVG GERM IMP TR P, EX S C al centro all'interno di una corona di quercia. | 54                                              | 7.67 gr (zecca di Lugdunum)                     | RIC Nero, I, 1. BMC 6; CBN 5; Vagi 656; Calicó 399.               |
|                                                 | aureo                                           | NERO AVGVSTVS CAESAR, testa laureata di Nerone verso destra; | SALVS in esergo, la Salute seduta verso sinistra su un trono, tiene una patera nella mano destra.        | 65/66                                           | 7.29 gr, 4 h (zecca di Roma antica);            | RIC Nero, I 59; WCN 28; Calicó 443a; BMCRE 87; BN 226; Cohen 313. |
| N.B.: Qui sopra alcuni esempi.                  |                                                 | | |                                                 |                                                 |                                                                   |

Partiamo prima di tutto dall'aureo e dall'affermazione di Plinio il Vecchio, il quale sosteneva che:
(Plinio il Vecchio, Naturalis Historia, XXXIII,)
Vale a dire che l'aureo fu deprezzato da Nerone, passando nel tempo, poco a poco, da un peso teorico di 1/40 di libbra (epoca di Cesare) a 1/45 sotto Nerone, con una svalutazione dell'11%.
| Peso teorico degli Aurei: da Cesare alla riforma di Nerone (63-64) | Peso teorico degli Aurei: da Cesare alla riforma di Nerone (63-64) | Peso teorico degli Aurei: da Cesare alla riforma di Nerone (63-64) | Peso teorico degli Aurei: da Cesare alla riforma di Nerone (63-64) | Peso teorico degli Aurei: da Cesare alla riforma di Nerone (63-64) | Peso teorico degli Aurei: da Cesare alla riforma di Nerone (63-64) | Peso teorico degli Aurei: da Cesare alla riforma di Nerone (63-64) | Peso teorico degli Aurei: da Cesare alla riforma di Nerone (63-64) | Peso teorico degli Aurei: da Cesare alla riforma di Nerone (63-64) |
| Aureo                                                              | Cesare                                                             | Augusto                                                            | Augusto (post 2 a.C.)                                              | Tiberio                                                            | Caligola                                                           | Claudio                                                            | Nerone (ante 64)                                                   | Nerone (post 64)                                                   |
| ------------------------------------------------------------------ | ------------------------------------------------------------------ | ------------------------------------------------------------------ | ------------------------------------------------------------------ | ------------------------------------------------------------------ | ------------------------------------------------------------------ | ------------------------------------------------------------------ | ------------------------------------------------------------------ | ------------------------------------------------------------------ |
| Peso teorico: in libbre (=327,168 grammi)                          | 1/40                                                               | 1/41                                                               | 1/42                                                               | 1/42                                                               | 1/42                                                               | 1/42                                                               | 1/43                                                               | 1/45                                                               |
| Peso teorico: in grammi                                            | 8.179 grammi                                                       | 7.980 grammi                                                       | 7.790 grammi                                                       | 7.790 grammi                                                       | 7.790 grammi                                                       | 7.790 grammi                                                       | 7.609 grammi                                                       | 7.270 grammi                                                       |

Riguardo invece al denario sappiamo che, sotto Cesare ed Augusto, aveva un peso teorico di circa 1/84 di libbra, ridotto da Tiberio ad 1/85, fino a quando Nerone lo svalutò fino ad 1/96 (pari ad una riduzione del peso della lega del 12,5%). Contemporaneamente, oltre alla riduzione del suo peso, vi era anche una riduzione del suo titolo (% di argento presente nella lega), che passò dal 97-98% al 93,5% (per una riduzione complessiva del solo argento del 16,5% ca).
| Peso teorico dei Denari: da Cesare alla riforma di Nerone (63-64) | Peso teorico dei Denari: da Cesare alla riforma di Nerone (63-64) | Peso teorico dei Denari: da Cesare alla riforma di Nerone (63-64) | Peso teorico dei Denari: da Cesare alla riforma di Nerone (63-64) | Peso teorico dei Denari: da Cesare alla riforma di Nerone (63-64) | Peso teorico dei Denari: da Cesare alla riforma di Nerone (63-64) | Peso teorico dei Denari: da Cesare alla riforma di Nerone (63-64) | Peso teorico dei Denari: da Cesare alla riforma di Nerone (63-64) | Peso teorico dei Denari: da Cesare alla riforma di Nerone (63-64) |
| Denario                                                           | Cesare                                                            | Augusto                                                           | Augusto (post 2 a.C.)                                             | Tiberio                                                           | Caligola                                                          | Claudio                                                           | Nerone (ante 64)                                                  | Nerone (post 64)                                                  |
| ----------------------------------------------------------------- | ----------------------------------------------------------------- | ----------------------------------------------------------------- | ----------------------------------------------------------------- | ----------------------------------------------------------------- | ----------------------------------------------------------------- | ----------------------------------------------------------------- | ----------------------------------------------------------------- | ----------------------------------------------------------------- |
| Peso teorico (della lega): in libbre (=327,168 grammi)            | 1/84                                                              | 1/84                                                              | 1/84                                                              | 1/85                                                              | 1/85                                                              | 1/85                                                              | 1/89                                                              | 1/96                                                              |
| Peso teorico (della lega): in grammi                              | 3.895 grammi                                                      | 3.895 grammi                                                      | 3.895 grammi                                                      | 3.849 grammi                                                      | 3.849 grammi                                                      | 3.849 grammi                                                      | 3.676 grammi                                                      | 3.408 grammi                                                      |
| % del titolo di solo argento:                                     | 98%                                                               | 97%                                                               | 97%                                                               | 97%                                                               | 97%                                                               | 97%                                                               | 97%                                                               | 93,5%                                                             |
| Peso teorico (argento): in grammi                                 | 3,817 grammi                                                      | 3,778 grammi                                                      | 3,778 grammi                                                      | 3,734 grammi                                                      | 3,734 grammi                                                      | 3,734 grammi                                                      | 3,566 grammi                                                      | 3,186 grammi                                                      |

In sostanza il sistema che si andava così creando sui metalli "nobili" (oro e argento), andava a vantaggio di quest'ultimo. Secondo il Mazzarino, Nerone voleva così favorire gli strati sociali medio-bassi (come equites e liberti), secondo, invece, Plinio il Vecchio, il prezzo dell'oro sarebbe sceso (a vantaggio di quello dell'argento), grazie alla scoperta di una miniera d'oro in Dalmazia che produceva ben 18.250 libbre del prezioso metallo all'anno, pari a quelle presenti nella Spagna romana. In sintesi: 
- se sotto Augusto, per un aureo del peso di 7.79 grammi erano necessari 25 denarii da 3.895 grammi, con un rapporto di 1 grammo d'oro ogni 12.5 grammi d'argento;[9]
- con la riforma di Nerone erano ora necessari per un aureo di 7.270 grammi, sempre 25 denarii da 3.408, con un rapporto di 1 grammo d'oro per 11.72 grammi d'argento.[1]

| Denarii prima e dopo la riforma di Nerone (63-64) | Denarii prima e dopo la riforma di Nerone (63-64) | Denarii prima e dopo la riforma di Nerone (63-64)                                 | Denarii prima e dopo la riforma di Nerone (63-64)                                                                                             | Denarii prima e dopo la riforma di Nerone (63-64) | Denarii prima e dopo la riforma di Nerone (63-64) | Denarii prima e dopo la riforma di Nerone (63-64) |
| Immagine                                          | Valore                                            | Dritto                                                                            | Rovescio | Datazione                                         | Peso; diametro                                    | Catalogazione                                     |
| ------------------------------------------------- | ------------------------------------------------- | --------------------------------------------------------------------------------- | --- | ------------------------------------------------- | ------------------------------------------------- | ------------------------------------------------- |
|                                                   | denario                                           | NERO CAESAR AVG IMP, testa laureata di Nerone verso destra, scritta "antioraria"; | PONTIF MAX TR-P X, COS III PP, la Virtù in piedi verso sinistra con i piedi sopra una pila di armi, indossa un parazonium e tiene una lancia. | 63/64 (prima della riforma)                       | 18 mm, 3.61 gr, 6 h (zecca di Lugdunum)           | RIC Nero, I 41; RSC 233.                          |
|                                                   | denario                                           | NERO AVGVSTVS CAESAR, testa laureata di Nerone verso destra;                      | SALVS in esergo, la Salute seduta verso sinistra su un trono, tiene una patera nella mano destra.                                             | 65/66                                             | 17 mm, 3.43 gr, 6 h (zecca di Roma antica);       | RIC Nero, I 60; RSC 314.                          |
| N.B.: Qui sopra alcuni esempi.                    |                                                   |                                                                                   | |                                                   |                                                   |                                                   |

Riguardo invece alle leghe utilizzate, dopo circa un decennio di interruzione, a partire dal 63 tornarono le emissioni che non erano state più coniate dalla morte di Claudio. Furono, quindi, reintrodotte monete in oricalco (rame e zinco), per sesterzi, dupondi, assi, semissi e quadranti. L'innovazione però durò poco, poiché già a partire dal 65, per sesterzi e dupondi (con il volto dell'Imperatore "radiato", per differenziarlo meglio dall'asse) rimasero coniati in oricalco, mentre per assi, semissi e quadranti tornarono ad essere coniati in solo rame (il cui costo di produzione tornava così a scendere).
Infine, veniva chiusa la zecca di Lugdunum (creata da Augusto e confermata sotto Tiberio), che coniava solo monete in oro ed argento, a vantaggio della sola zecca di Roma.
| Sesterzi e dupondi; assi, semissi e quadranti. | Sesterzi e dupondi; assi, semissi e quadranti. | Sesterzi e dupondi; assi, semissi e quadranti.                                                                          | Sesterzi e dupondi; assi, semissi e quadranti. | Sesterzi e dupondi; assi, semissi e quadranti. | Sesterzi e dupondi; assi, semissi e quadranti.      | Sesterzi e dupondi; assi, semissi e quadranti. |
| Immagine                                       | Valore                                         | Dritto | Rovescio | Datazione                                      | Peso; diametro                                      | Catalogazione                                  |
| ---------------------------------------------- | ---------------------------------------------- | --- | --- | ---------------------------------------------- | --------------------------------------------------- | ---------------------------------------------- |
|                                                | sesterzio                                      | NERO CLAVDIUS CAESAR AVG GER P M TR P IMP P P, testa laureata di Nerone verso destra, con un globo alla base del busto; | CONG(iaria) II DAT(a) POP(ulo) S-C, Nerone, con la toga siede verso sinistra su una sedia curule su un podio, un prefetto alle sue spalle, in basso un assistente in piedi sulla sinistra distribuisce monete ai cittadini che indossano una toga, Minerva in piedi davanti al tempio sullo sfondo. | 64/66                                          | 32 mm, 26.73 gr, 7 h (zecca di Roma antica);        | RIC I 162; WCN 93; BMCRE 141; BN 282; BMC 139. |
|                                                | dupondio                                       | NERO CLAVDIUS CAESAR AVG GER P M TR P IMP P P, testa laureata di Nerone verso destra, con un globo alla base del busto; | MAC AUG S-C, facciata del macellum Magnum costruito da Nerone, una statua di fronte alla base di un'entrata a quattro colonne cilindrica, nella parte alta una struttura a tre colonne sormontata da una cupola conica; portico a due ordini da entrambe le parti (sinistra-destra).                | 65                                             | 14.60 gr, 7 h (zecca di Lugdunum);                  | RIC I 402; BMCRE 336; Cohen 129.               |
|                                                | asse                                           | IMP NERO CAESAR AVG P M TR POT P P, testa verso destra, un globo alla base del busto;                                   | ara Pacis in esergo, S-C ai lati della rappresentazione dell'Ara Pacis. | 66                                             | 26.06 gr (zecca di Lugdunum e zecca di Roma antica) | RIC I 526; BMCRE 364; BN -; WCN 598; Cohen 29. |